# Sind Sie der Graf von Luxemburg?
Sind Sie der Graf von Luxemburg? ist ein Lied der aus Dänemark stammenden Sängerin Dorthe aus dem Jahr 1968. Es wurde von Fred Weyrich und Henry Mayer geschrieben, war der erste Top-10-Charterfolg der Künstlerin und blieb ihr größter Charterfolg. Es handelt von einer Frau, die den „Grafen von Luxemburg“ aus der gleichnamigen Operette von Franz Léhar sucht.

## Hintergrund und Veröffentlichung
Die Musik und der Text zu Sind Sie der Graf von Luxemburg? stammen von Fred Weyrich und Henry Mayer. Die Single wurde von Philips veröffentlicht; die B-Seite war Was ist bloß mit dem Torero los?, eine Coverversion des englischen Titels What’s the Matter with the Matador von Bill Martin und Phil Coulter, der 1967 von der Band The Immigrants als B-Seite ihrer Single My Runabout veröffentlicht worden war.
1. Sind Sie der Graf von Luxemburg? – 2:50
2. Was ist bloß mit dem Torero los? – 2:02

Das Lied erschien zudem auf Dorthes Album Wärst du doch in Düsseldorf geblieben, das ebenfalls 1968 veröffentlicht wurde.

## Musik und Text

### Musik
Sind Sie der Graf von Luxemburg? ist ein Foxtrott  im Tempo von 188 Viertelnoten pro Minute. Das Stück in Es-Dur beginnt und endet mit einem orchestralen Abschnitt im Stil einer Fanfare mit Blas-, Streichinstrumenten und Pauke, das auch als Zwischenspiel jeweils nach dem Refrain wiederholt wird. Das Stück ist recht aufwendig mit Schlagzeug, Bläsern und Streichern arrangiert und wird vom Orchester Arno Flor gespielt. Vor der letzten Strophe rückt die Musik einen Halbton höher. Das Lied endet mit der bekannten Fanfare nach dem letzten Refrain.

### Text
Der Text des Schlagers handelt von einer Frau, die nach Luxemburg reist, um dort den „Grafen von Luxemburg“ zu finden, der ihr aus der gleichnamigen Operette von Franz Léhar geläufig ist. Sie spricht fremde Männer auf der Straße an und fragt sie, ob sie der besagte Graf seien, was diese verneinen. In der dritten – letzten – Strophe schließlich wird der Irrtum, man könne den Gesuchten in „diesem kleinen Land“ finden, durch einen der Angesprochenen aufgeklärt: Die Operettenfigur wäre eher in Paris zu finden, sei aber schon lange tot.
Häufig und eingängig wiederholt wird der Refrain des Schlagers:

„Oh Pardon, sind Sie der Graf von Luxemburg?

Oh Pardon, sind Sie der große Mann von Welt?“

## Resonanz

### Charts und Chartplatzierungen
Sind Sie der Graf von Luxemburg? stieg erstmals am 1. März 1968 in die deutschen Singlecharts ein und hielt sich dort insgesamt vier Monate, wobei das Lied mit Rang fünf seine höchste Notierung verzeichnete. In Österreich erreichte die Single erstmals am 15. April 1968 die Hitparade und mit Rang sieben als Höchstplatzierung ebenfalls die Top 10, insgesamt platzierte sich Sind Sie der Graf von Luxemburg? drei Monate in den österreichischen Singlecharts.
Dorthe erreichte mit dem Lied zum sechsten Mal die deutschen Singlecharts, es wurde zu ihrem ersten Top-10-Hit und löste den bis dato erfolgreichsten Hit Dip-Di-Dip ab, der mit Rang 17 seine höchste Notierung verbuchen konnte. In Österreich erreichte sie erstmals die Singlecharts. In beiden Ländern konnte sich keine Single von Dorthe höher oder länger in den Verkaufsparaden platzieren, womit es in beiden Ländern ihre erfolgreichste Chartsingle ist. Außerdem wurde sie von Radio Luxemburg mit dem Bronzenen Löwen ausgezeichnet.
Die Folgesingle Wärst du doch in Düsseldorf geblieben gelangte im August des gleichen Jahres auf Rang 10 der Charts, und im Dezember kam Jeder Schotte als einzige weitere Single auch in die österreichische Hitparade.

### Rezeption
Situation und Text des Titels werden als eher schlicht bewertet. Der Literaturkritiker Rainer Moritz zählt die „Heldin“, die auf der Straße mehrere verdächtige Männer anspreche, „zu den dämlichsten Heroinnen des Schlagers“, räumte allerdings auch ein, dass „mitunter […] auch blanker Unsinn geäußert werden“ dürfe.
Axel Hacke nennt den Schlager in seinem dritten „Handbuch des [sich] Verhörens“, Wumbabas Vermächtnis, als einen Kandidaten für den typischen „Verhörer“. Anstelle von „Oh pardon“ höre man häufig:

„Opa Dong, sind Sie der Graf von Luxemburg“

Die Originalhandlung des Schlagers sei – Hacke zufolge – bereits „blöd“, aber sie werde erst richtig „schön blöd“, wenn man jeden der Angesprochenen auf der Straße für „Opa Dong“ halte.
In einer Auswahl satirischer „Wahlkampfschlager für die CDU“ reimte 1969 das Nachrichtenmagazin Der Spiegel auf die Melodie des Schlagers:

„O Pardon

sind Sie der Mann der FDP

o pardon

wie tut doch Zopfabschneiden weh.

o pardon

weil's um die eignen Köpfe ging

o pardon

'ne Schere ist ein scharfes Ding.

Ja wo ist der Zopf

von eurem Kopf

o Scheel du armer Tropf.“

Das Lied beziehungsweise die Zeile des Refrains taucht in unterschiedlichen Kontexten – etwa literarisch, journalistisch oder im Sport – bis in die jüngere Zeit als Zitat auf. Mehrere linguistische Fachbücher nutzen ihn in Variationen als Beispiel für unterschiedliche Satztypen. Eine Ausstellung des luxemburgischen Künstlers Antoine Prum trug 2001 ebenfalls den Titel O Pardon, sind Sie der Graf von Luxemburg?.

### Coverversionen
Sind Sie der Graf von Luxemburg? wurde vereinzelt übersetzt und gecovert. Erste Coverversionen erschienen bereits im gleichen Jahr sowie im Folgejahr von bekannten Tanzorchestern wie denen von James Last und Joe Dexter sowie auf der Hammond-Orgel von Klaus Wunderlich in für diese Zeit üblichen Medleys. Eine Parodie mit sächsischem Zungenschlag veröffentlichten Die Travellers 1968 unter dem Titel O pardon, sind Sie der Fürst von Liechtenstein (als B-Seite der Single Meine Olle liest den Kolle)
Dorthe selbst sang das Lied als Er de greven fra Luxembourg? noch im gleichen Jahr auf Dänisch. Die Sängerin Ann Christine brachte ebenfalls 1968 eine finnische Version unter dem Titel Anteeks vaan heraus, weitere Versionen folgten mit Min greve av Luxemburg auf Schwedisch von Ann-Louise Hanson und Oh pardon meneer, bent u van de t.v.? auf Niederländisch von Yvonne. Auf Afrikaans erschien das Lied 1969, gesungen von der südafrikanischen Sängerin Carike Keuzenkamp. In ihrer Version fragt sie allerdings nach dem „graaf van Bloemfontein“.

### Sonstiges
Anlässlich der Demonstrationen gegen die SPD bzw. deren Zustimmung zu den Notstandsgesetzen auf dem Parteitag in Nürnberg 1968 versuchte die Polizei unter dem damaligen Polizeipräsidenten Horst Herold, die Wogen zu glätten, indem sie die Protestierenden mit Schlagermusik beschallte. Es wurde kolportiert, dass der Plattenspieler ausfiel, als Sind Sie der Graf von Luxemburg? gespielt werden sollte.

## Belege
1. ↑  
Dorthe – Sind Sie der Graf von Luxemburg bei Discogs; abgerufen am 17. November 2020.
2. ↑  
Dorthe – Wärst du doch in Düsseldorf geblieben bei Discogs; abgerufen am 17. November 2020.
3. ↑  Notenbuch.de: Notenbuch.de – Music and More – Noten & Downloads. Abgerufen am 19. November 2020.
4. 1 2  
Dorthe – Sind Sie der Graf von Luxemburg? offiziellecharts.de, abgerufen am 17. November 2020.
5. 1 2  
Dorthe – Sind Sie der Graf von Luxemburg? austriancharts.at, abgerufen am 17. November 2020.
6. 1 2 3  
Dorthe – Sind Sie der Graf von Luxemburg? chartsurfer.de, abgerufen am 17. November 2020.
7. 1 2  
Dorthe. chartsurfer.de, abgerufen am 18. November 2020.
8. ↑  Rainer Moritz: Schlager (= Dtv Kleine Philosophie der Passionen. Nr. 20362). Deutscher Taschenbuch Verlag, München 2000, ISBN 3-423-20362-5, S. 70.
9. ↑  Axel Hacke, Michael Sowa: Wumbabas Vermächtnis Drittes Handbuch des Verhörens. Antje Kunstmann, München 2009, ISBN 978-3-88897-613-1 (eingeschränkte Vorschau in der Google-Buchsuche).
10. ↑  https://magazin.spiegel.de/EpubDelivery/spiegel/pdf/45547974
11. ↑  Brigitte Kronauer: Schnurrer : Geschichten. Klett-Cotta, Stuttgart 1992, ISBN 3-608-95852-5, S. 57 (eingeschränkte Vorschau in der Google-Buchsuche).
12. ↑  Rudolf F. Thomas: Morgenlatten Die Gefährten der Maturität. Hamburg 2019, ISBN 978-3-7482-2698-7 (eingeschränkte Vorschau in der Google-Buchsuche).
13. ↑  Jan Stressenreuter: Love to love you, baby : Roman. 1.  Auflage. Querverlag, Berlin 2002, ISBN 3-89656-073-5.
14. ↑  Günther Willen: Niveau ist keine Hautcreme Gepflegte Sprüche für alle Lebenslagen. Ullstein-Taschenbuch-Verlag/Ullstein eBooks, Berlin 2010, ISBN 978-3-548-92112-9 (eingeschränkte Vorschau in der Google-Buchsuche).
15. ↑  Hochzeit: Oh, Pardon, sind Sie der Graf von Luxemburg? In: EuroNews – Deutsche Version. 20. Oktober 2012.
16. ↑  Fanny Ludig: Saibene ist der „Graf von Luxemburg“. In: tageblatt.lu. 22. Mai 2017, abgerufen am 17. November 2020.
17. ↑  Hubert Truckenbrodt: Selbständige Verb-Letzt-Sätze. In: Jörg Meibauer, Markus Steinbach, Hans Altmann (Hrsg.): Satztypen des Deutschen. Walter de Gruyter, Berlin/Boston 2012, ISBN 978-3-11-022483-2, S. 234, doi:10.1515/9783110224832.232.
18. ↑  Wilhelm Oppenrieder: Selbständige Verb-Letzt-Sätze: ihr Platz im Satzmodussystem und ihre intonatorische Kennzeichnung. In: Hans Altmann, Anton Batliner, Wilhelm Oppenrieder (Hrsg.): Zur Intonation von Modus und Fokus im Deutschen. Walter de Gruyter, Berlin, New York 1989, ISBN 3-11-165838-4, S. 186, doi:10.1515/9783111658384.163.
19. ↑  Kerstin Rottmann: Zwergstaat zum Anfassen! In: Die Welt. 4. März 2001 (welt.de [abgerufen am 17. November 2020]).
20. ↑  WOLFGANG MÜLLER: bücher für randgruppen: Was ist eigentlich los in Luxemburg? In: Die Tageszeitung: taz. 5. Juni 2001, ISSN 0931-9085, S. 15 (taz.de [abgerufen am 17. November 2020]).
21. 1 2  
Dorthe – Sind Sie der Graf von Luxemburg?, Coverversionen auf cover.info; abgerufen am 17. November 2020.
22. ↑  Die Travellers – Sind Sie Der Fürst Von Liechtenstein. Abgerufen am 17. November 2020.
23. ↑  Martin Held: SPD-Parteitag 1968: Zum Auftakt gab's Tumulte;Gegner der Notstandsgesetze bedrängten Willy Brandt und Herbert Wehner – Polizei wollte Emotionen mit Schlagermusik dämpfen. In: Nürnberger Nachrichten, Ausgabe HA. 17. März 2018.
24. ↑  Walter Bauer: Nachrichten aus der Provinz 1968 : die APO in Nürnberg : Texte der APO-Press und Pressenachrichten von und über die APO in Nürnberg. Libresso, Nürnberg 1998, ISBN 3-930707-06-3, S. 22.